# Viville (España)
Viville (llamada oficialmente San Miguel de Biville) es una parroquia y una aldea española del municipio de Sarria, en la provincia de Lugo, Galicia.

## Organización territorial
La parroquia está formada por siete entidades de población:
- Biville
- Casal (O Casal)
- Castromeixe
- Cortiñas
- Lavandeira
- Queixona
- San Miguel

## Demografía

### Parroquia
| Gráfica de evolución demográfica de Viville (parroquia) entre 2000 y 2021 |
|                                                                           |
| Datos según el nomenclátor publicado por el INE.                          |

### Aldea
| Gráfica de evolución demográfica de Biville (aldea) entre 2000 y 2021 |
|                                                                       |
| Datos según el nomenclátor publicado por el INE.                      |